# Weisbrod
Weisbrod ist ein deutscher Familienname.

## Herkunft
Der Name war ursprünglich wahrscheinlich ein Übername für Leute, die gerne Weißbrot aßen. Möglich ist auch, dass jemand mit „höherer“ Herkunft als Weißbrots Kind bezeichnet wurde, da in jener Zeit helles, also weißes, Mehl nicht alltäglich war. Eine andere Möglichkeit könnte auf Bäcker verweisen, die sich auf die Zubereitung dieser Brotart spezialisiert hatten oder denen dieses besonders gut gelang.
Erstmals erwähnt wird um 1263 ein Hugo Weizbrettelin (siehe Ernst Grohme, 1912). In Straßburg wird im Zusammenhang mit dem Gasthaus Zu dem Wisbrötlin um 1392 der Name ebenfalls erwähnt.

## Häufigste Namensvarianten
Die häufigsten Varianten sind Wajsbrot, Weisbrod, Weisbrodt, Weisbrot, Weißbrod und Weißbrodt.

## Bekannte Namensträger

### Weisbrodt
- Arthur Weisbrodt (1909–1944), deutscher Optiker und Widerstandskämpfer
- Johann Baptist von Weißbrod (1778–1865), deutscher Mediziner

### Weißbrodt
- Gabriela Weißbrodt (* 1962), deutsche Politikerin (CDU)
- Werner Weißbrodt (1928–2017), deutscher Grafikdesigner und Hochschullehrer
- Wilhelm Weißbrodt (1836–1917), deutscher Klassischer Philologe

### Weisbrod
- Carl Wilhelm Weisbrod (1743–1806), Maler und Kupferstecher
- Friedrich Weisbrod (1828–1913), Fotograf (Frankfurt am Main)
- Hans Weisbrod (Politiker) (1889–1970) deutscher Jurist und Politiker, Bürgermeister von Kaiserslautern
- Hans Weisbrod (Unternehmer) (1902–nach 1967), deutscher Gummiwarenfabrikant
- John Weisbrod (* 1968), US-amerikanischer Eishockeyspieler und -funktionär, Basketballfunktionär
- Lars Weisbrod (* 1985), deutscher Journalist
- Manfred Weisbrod (1936–2017), deutscher Autor für Eisenbahntechnik und -geschichte
- Bernd Weisbrod (* 1946), deutscher Historiker
- Hans Robert Weisbrod (1907–1984), Schweizer Textil-Unternehmer
- Max Richard Weisbrod (1906–1992), Schweizer Textil-Unternehmer und Künstler
- Gustav Hubert Weisbrod (1905–1991), Schweizer Anwalt
- Wolfgang Weisbrod-Weber (* 1955), Diplomat

## Firma
In der Schweiz befindet sich die 1825 gegründete Seidenstoffweberei Weisbrod-Zürrer AG. Der Name Weisbrod kam in der zweiten Generation in die Firma: Franz Gustav Weisbrod (1876–1838) aus Affoltern am Albis heiratete Fanny Mathilde Zürrer (1873–1933) aus Hausen am Albis.